# Asociația Jurnaliștilor din Belarus
Asociația Jurnaliștilor din Belarus (în belarusă Беларуская асацыяцыя журналістаў, cu alfabet Łacinka: Biełaruskaja Asacyjacyja Žurnalistaǔ, în rusă Белорусская ассоциация журналистов, transliterat: Belorusskaia assoțiațiia jurnalistov) este o organizație neguvernamentală din Belarus care luptă pentru libertatea de exprimare, dreptul de a primi și distribui informațiile și promovarea standardelor profesionale de jurnalism. 
Asociația a fost fondată în 1995, este afiliată la Federația Internațională a Jurnaliștilor și este partener al Reporteri fără frontiere.
În 2002, Asociației Jurnaliștilor din Belarus i s-a atribuit premiul „Stiloul de aur al libertății” de către Asociația Mondială a Ziarelor. În 2004 a primit Premiul Saharov, decernat anual de Parlamentul European. În 2011, Asociației jurnaliștilor din Belarus i s-a decernat premiul „The Atlantic Council Freedom Award” de către Consiliul Atlantic.
Asociația Jurnaliștilor din Belarus monitorizează constant violări ale libertății de expresie și libertății media, începând din 1998.
Cu începere din anul 2000, Asociația jurnaliștilor din Belarus publică un magazin profesional intitulat „Abajour”.